# Piero Falchetta
(Georges Perec, La scomparsa (La Disparition), traduzione di Piero Falchetta)
Piero Falchetta (Venezia, 16 novembre 1951) è un saggista, letterato, traduttore nonché storico della cartografia, dei viaggi e della navigazione italiano.
Si è distinto sia in campo letterario che nella storia della cartografia con alcuni contributi significativi.
Piero Falchetta è autore di saggi letterari e traduzioni e collabora a numerose riviste letterarie italiane e straniere. Nel 1983, ha pubblicato un libro sulla poesia di Andrea Zanzotto, Oculus pudens. Venti anni di Poesia di Andrea Zanzotto.
Membro ab aeterno dell'OpLePo,  ha scritto Frammenti in vita, pubblicato nella "Biblioteca Oplepiana" nel 1993.
Nel 1996 ha vinto il Premio Monselice (Premio Leone Traverso per l'opera prima) per la traduzione del romanzo lipogrammatico di Georges Perec La disparition (1969), pubblicato in Italia con il titolo La scomparsa (1995). La traduzione ripropone il virtuosismo del romanzo originale, un esercizio di stile che per 300 pagine evita l'uso della lettera "e", molto frequente nella lingua francese. Stefano Bartezzaghi ha per l'occasione coniato l'anagramma Piero Falchetta = ha fatto il Perec.

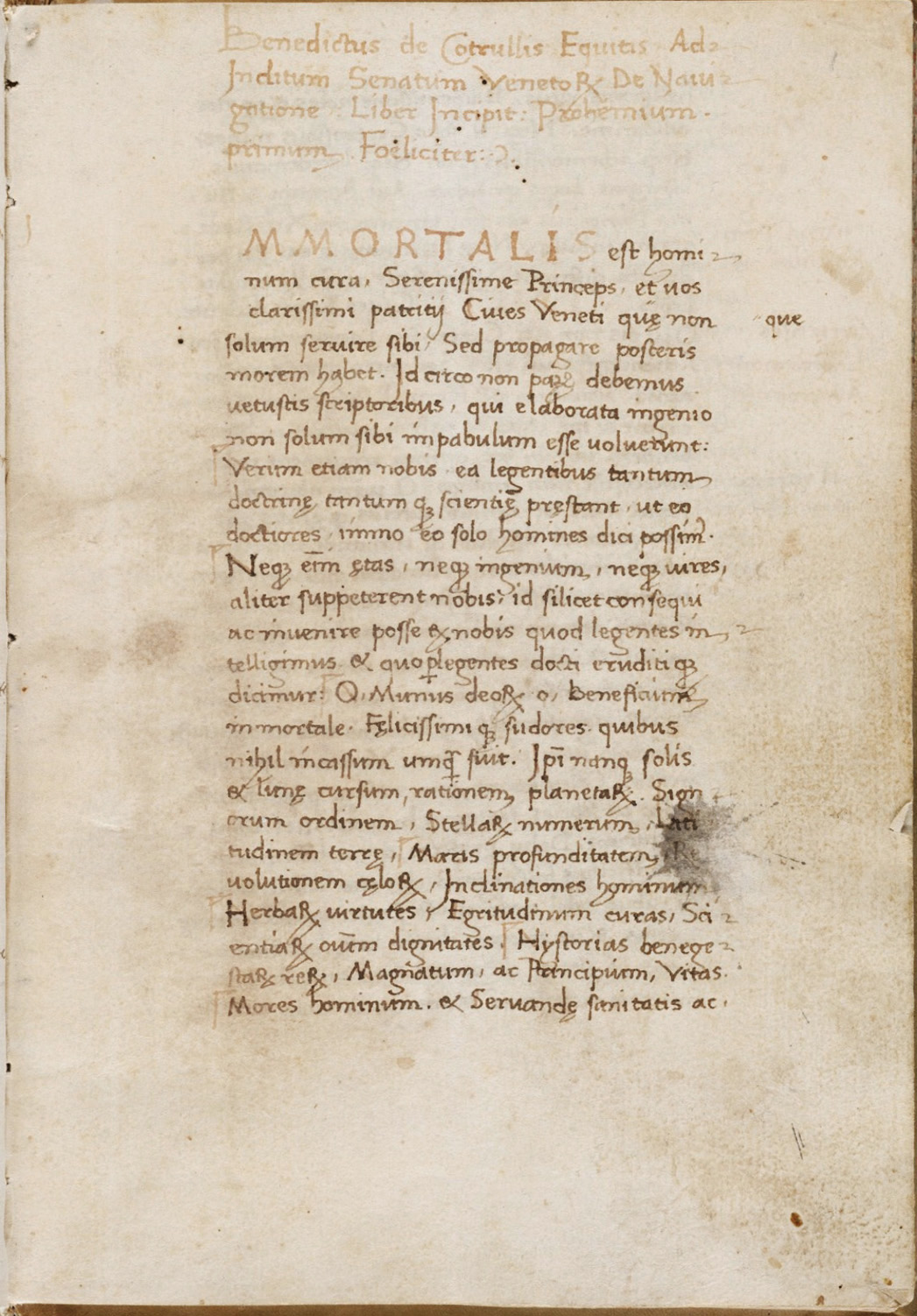
La pagina iniziale del De Navigatione

Come storico della cartografia e della navigazione, Falchetta si è dedicato allo studio della grande veduta di Venezia di Jacopo de' Barbari, dell'anno 1500 e ha curato l'edizione del celebre Mappamondo di Fra Mauro, il grande planisfero composto intorno al 1450 e oggi conservato alla Biblioteca Marciana di Venezia. Per la storia della navigazione ha pubblicato il trattato De Navigatione, scritto dal mercante raguseo Benedetto Cotrugli nel 1464 e il portolano di Michele da Rodi.
Per la storia dei viaggi ha curato nel 1986 l'edizione (parziale) della Storia del Mogol, scritta nei primi anni del Settecento, in India, dal viaggiatore veneziano Nicolò Manuzzi.
Attualmente è responsabile dell'Ufficio Carte Geografiche della Biblioteca Nazionale Marciana e collabora a riviste di settore, tra le quali e-Perimetron. Vive e lavora a Venezia.